# 反乱のボヤージュ
『反乱のボヤージュ』（はんらんのボヤージュ）は、野沢尚の小説。また、それを原作としたテレビドラマや舞台演劇。

## 小説
『小説すばる』2000年4月号から2001年1月号にかけて、隔月で連載。2001年4月、集英社初刊。
廃止の危機にある、首都大学（架空）の学生寮を舞台に、寮存続に奮闘する学生と大学側から送り込まれた舎監との心の交流を描く。
東京大学駒場寮の存続運動に着想を得て書かれたものだが、史実とは大きく異なる。

### 主要登場人物
- 坂下薫平(さかした くんぺい)
医学部一年生。19歳。精神科医志望。7歳の時に父親が家を出ていき、母子家庭で育つが母親も病死。父親の慰謝料を切り崩しながら生活している。
- 名倉憲太朗(なくら けんたろう)
弦巻寮舎監。かつて警視庁警備部第二機動隊に所属していた元警察官。警備会社の教官をしていたが、若いガードマンを殴ってクビになっていたところを義兄である宅間学長補佐に拾われる形で弦巻寮の舎監となる。忘れ去られていた65年前の寮則を見つけ出してきた。焚き火が趣味で、よく寮の中庭で焼き芋をしている。
- 江藤麦太(えとう むぎた)
理学部三年生。父親はかつての全共闘の闘士で、本人も団体交渉の場ではことさら過激分子を気取って、大学側と鋭く対立する。左翼問題研究会の学生が襲撃された事件で犯人と疑われる。
- 田北奈生子(たきた なおこ)
教育学部二年生。寮内のマドンナ的な存在。
- 司馬英雄(しば ひでお)
弦巻寮自治委員会委員長。文学部の大学院生で、寮生最年長の28歳。年の功で委員長を務めているが、優柔不断で闘争には不向きな人物。小説家志望で、寮の広報誌に毎号、恋愛小説を発表している。
- 本多真純(ほんだ ますみ)
弦巻寮自治委員会副委員長。教育学部三年生。弁が立ち、大学側との交渉では寮生側の急先鋒となる。
- 葛山天(くずやま てん)
教育学部一年生。教師志望。応援団員。江藤麦太とは田北奈生子をめぐってしばしば対立している。
- 安達清起(あだち せいき)
工学部一年生。機械に強く、大学側が寮への送電をストップした夏に、キャンパス内各所から密かにケーブルを引き、配電盤を自作した。
- 茂庭章吾(もにわ しょうご)
首都大サッカー部のエース・ストライカーで、スペインのクラブチームからも誘いを受けている。菊さんのことが好きで、寮食堂に通い詰めている。
- 保利愛弘(ほり よしひろ)
弦巻寮自治委員会会計監査役。経済学部四年生。すでに就職の内定を持っているため事なかれ主義。
- 手島脩一(てじま しゅういち)
医学部二年生。産婦人科医志望。
- 宅間玲一(たくま れいいち)
首都大学学長補佐。大学当局の廃寮問題担当幹部。首都大出身で、長く大学の事務畑で働いてきた人物。二年前に学長補佐に就任して以来、弦巻寮の廃寮を強硬に主張してきた。
- 日高菊(ひだか きく)
昨夏、食堂での集団食中毒の発生を機に雇われた弦巻寮食堂担当主任(賄い婦)。34歳。一見、目鼻立ちの整った美人。ギャンブル好きのチェーンスモーカーで近づくとヤニ臭く、寮生たちへの無遠慮な言動に反感を覚える者もいるが、料理の腕は確かで、材料費が足りない時は自腹を切ってでも寮生に美味い飯を食わせてくれる。離婚歴があり、健太郎という子どもがいる。
- 薩川あゆみ(さつかわ - )
医学部一年生。薫平の交際相手。
- 神楽敏章(かぐら としひろ)
田北奈生子につきまとい行為をする男。彼を撃退したことにより、名倉は寮生たちから信頼を得る。
- 池井戸教授(いけいど - )
教育学部教授。宅間学長補佐に圧力をかけられ、田北奈生子を留年に追い込もうとする。
- 久慈刑事(くじ - )
学生襲撃事件の担当刑事。
- 立花(たちばな)
強引な取り立てで知られる消費者金融「大日」ファンドの社員。薫平のもとを訪れ、父親の借金を肩代わりするように求める。

## テレビドラマ
テレビ朝日系列で、2001年10月6日に前編、10月7日に後編が二夜連続のスペシャルドラマとして放送された。
サブタイトルは「2001年の学生運動」。平成13年度文化庁芸術祭参加作品。第52回芸術選奨文部科学大臣賞（放送部門）受賞作。

### 主なキャスト
- 名倉憲太朗 - 渡哲也
- 坂下薫平 - 岡田准一
- 日高菊 - 麻生祐未
- 本多真純 - 山口紗弥加
- 江藤麦太 - 堺雅人
- 葛山天 - 横山裕
- 手島修一 - 青木堅治
- 安達清起 - 西岡竜一朗
- 保利愛弘 - 池田努
- 茂庭章吾 - 浜田学
- 薩川あゆみ - 鈴木えみ
- 田北奈生子 - 新山千春
- 神楽敏章 - 岡本健一
- 立花 - 宮迫博之
- 池井戸教授 - 藤田宗久
- 健太郎 - 吉武怜朗
- 司馬英雄 - 八嶋智人
- 久慈刑事 - 渡辺いっけい
- 名倉加寿子 - いしだあゆみ（特別出演）
- 宅間玲一 - 津川雅彦

### スタッフ
- 脚本：野沢尚
- チーフプロデュース：黒田徹也（テレビ朝日）
- プロデューサー：内山聖子（テレビ朝日）、高橋萬彦（共同テレビ）
- 監督：若松節朗（共同テレビ）
- 音楽：本間勇輔
- 主題歌：MISIA「時をとめて」
- 技術プロデューサー：佐々木俊幸
- TD：山岸桂一
- 撮影：伊藤清一
- 映像：千葉研
- 照明：加瀬弘行（FLT）
- 音声：国澤藤一（ブル）
- 編集：深沢佳文
- 美術プロデューサー：高原篤（テレビ朝日）
- デザイン：村武良二（テレビ朝日）
- 大道具：東宝舞台
- 装飾：阿部一博（テレフィット）
- 持ち道具：白鳥泰司（テレフィット）
- 衣裳：大友雄士郎（東京衣裳）
- ヘアメイク：森田京子
- 協力：バスク、テレビ朝日クリエイト、アックス、緑山スタジオ・シティ

## 舞台
2025年5月6日から16日まで新橋演舞場で、6月1日から8日まで大阪松竹座で上演。脚本・演出は鴻上尚史が担当。

### 主なキャスト
- 名倉憲太朗 - 石黒賢
- 坂下薫平 - 岡本圭人
- 江藤麦太 - 大内リオン
- 司馬英雄 - 小日向星一
- 本多真純 - 駒井蓮
- 葛山天 - 小松準弥
- 田北奈生子 - 谷口めぐ
- 沖田（沖田竜彦） - 前田隆太朗
- 茂庭章吾 - 財津優太郎
- 立花 - 渡辺芳博
- 神楽（神楽敏章） - 葉山昴
- 久慈刑事 - 加藤虎ノ介
- 日高菊 - 南沢奈央
- 宅間玲一 - 益岡徹
- アンサンブルキャスト（五十音順）
  - 伊田臣弥
  - 上野恵佳
  - 内田智大
  - 大城智哉
  - 掛裕登
  - 木村友美
  - 京谷晶也
  - 小栁喬
  - 都築亮介
  - 光吉熙哲
  - 脇卓史
  - 和田慶史朗